# ウィアソー
ウィアソー（英語: Wiawso）はガーナの町である。ウェスタン・ノース州の州都である。セフウィ・ウィアソーとも表記される。人口は8,714人（2000年国勢調査）。

## 経済
主要産業は農業である。畜産、食用作物、換金作物の3分野があり、特に換金作物としてカカオの栽培が盛んである。